# 有線天氣台
有線天氣台（英語：i-CABLE Weather Channel）是香港有線電視擁有的一條天氣資訊頻道，該頻道由香港有線新聞有限公司提供。
有線天氣台成立後，各電視台紛紛效法，成立類似性質的頻道，曾包括now寬頻電視的天氣頻道，以及中国大陆的中国天气频道。
有線天氣台二十四小時無間斷循環播放各類天氣資訊，包括世界主要城市的天氣資訊，和香港即時天氣、各分區天氣、空氣污染指數、潮汐漲退、日出日落時間及未來幾日的天氣預測。